# Agathidinae
De Agathidinae zijn een onderfamilie van vliesvleugeligen uit de familie schildwespen (Braconidae).

## Synoniemen
- Bassinae Nees, 1812

## Geslachten
- Agathis Latreille, 1804
- Bassus Fabricius, 1804
- Biroia Szépligeti, 1900
- Braunsia Kriechbaumer, 1894
- Camptothlipsis Enderlein, 1920
- Coccygidium de Saussure, 1892
- Coronagathis van Achterberg & Long, 2010
- Cremnops Foerster, 1862
- Disophrys Foerster, 1862
- Earinus Wesmael, 1837
- Euagathis Szépligeti, 1900
- Facilagathis van Achterberg & Chen, 2004
- Gyragathis van Achterberg & Long, 2010
- Gyrochus Enderlein, 1920
- Lytopylus Foerster, 1862
- Therophilus Wesmael, 1837
- Troticus Brullé, 1846
- Zelodia van Achterberg & Long, 2010